# أولكسندر سافونوف
أولكسندر سافونوف (بالأوكرانية: Сафонов Олександр Олександрович) (17 ديسمبر 1991 في أوكرانيا - ) هو لاعب كرة قدم أوكراني في مركز الدفاع. لعب مع نادي أوليكساندريا ونادي سلوتسك ونادي فولين لوتسك وFC Cherkashchyna ‏ ونادي ميكولايف ‏.

## وصلات خارجية
- أولكسندر سافونوف على موقع اتحاد أوكرانيا (الإنجليزية)
- أولكسندر سافونوف على موقع قاعدة بيانات كرة القدم.إي يو (الإنجليزية)
- أولكسندر سافونوف على موقع Soccerway.com (الإنجليزية)